# Камузу (стадион)
Стадион Камузу (англ. Kamuzu Stadium) — крупнейший стадион Малави, названный в честь Хастингса Камузу Банда, лидера борьбы Малави за независимость.

## История
Стадион был построен ещё в годы британского владычества и назывался «Лэнгли». После образования Малави как независимого государства стадион был переименован в честь Хастингса Камузу и носил его название вплоть до смерти Камузу. После смерти правителя его преемник, Бакили Мулузи, переименовал арену в «Чичири». Однако в 2004 году третий президент республики, Бингу ва Мутарика, вернул исконное название стадиону.
Благодаря программе развития футбола ФИФА на стадионе был заменён травяной газон на искусственный, что подняло уровень стадиона. Реализатором идеи стала компания ACT Global Sports.